# Gornja Trepča (Čačak)
Pour les articles homonymes, voir Gornja Trepča.
Gornja Trepča ou Banja Gornja Trepča (en serbe cyrillique : Горња Трепча ou Бања Горња Трепча) est un village de Serbie situé sur le territoire de la Ville de Čačak, district de Moravica. Au recensement de 2011, il comptait 546 habitants.
Gornja Trepča est une station thermale ; elle se trouve à 10 km de Čačak et à 159 km de Belgrade, non loin de l'Ibarska magistrala, la « route de l'Ibar ».
À proximité du village se trouve le monastère de Vujan. Les archéologues ont également mis au jour les vestiges d'un cimetière remontant aux Grecs.

## Démographie

### Évolution historique de la population
| 1948 | 1953 | 1961 | 1971 | 1981 | 1991 | 2002 | 2011 |
| ---- | ---- | ---- | ---- | ---- | ---- | ---- | ---- |
| 961  | 928  | 809  | 702  | 737  | 641  | 618  | 546  |

|  |